# 佩里·科莫

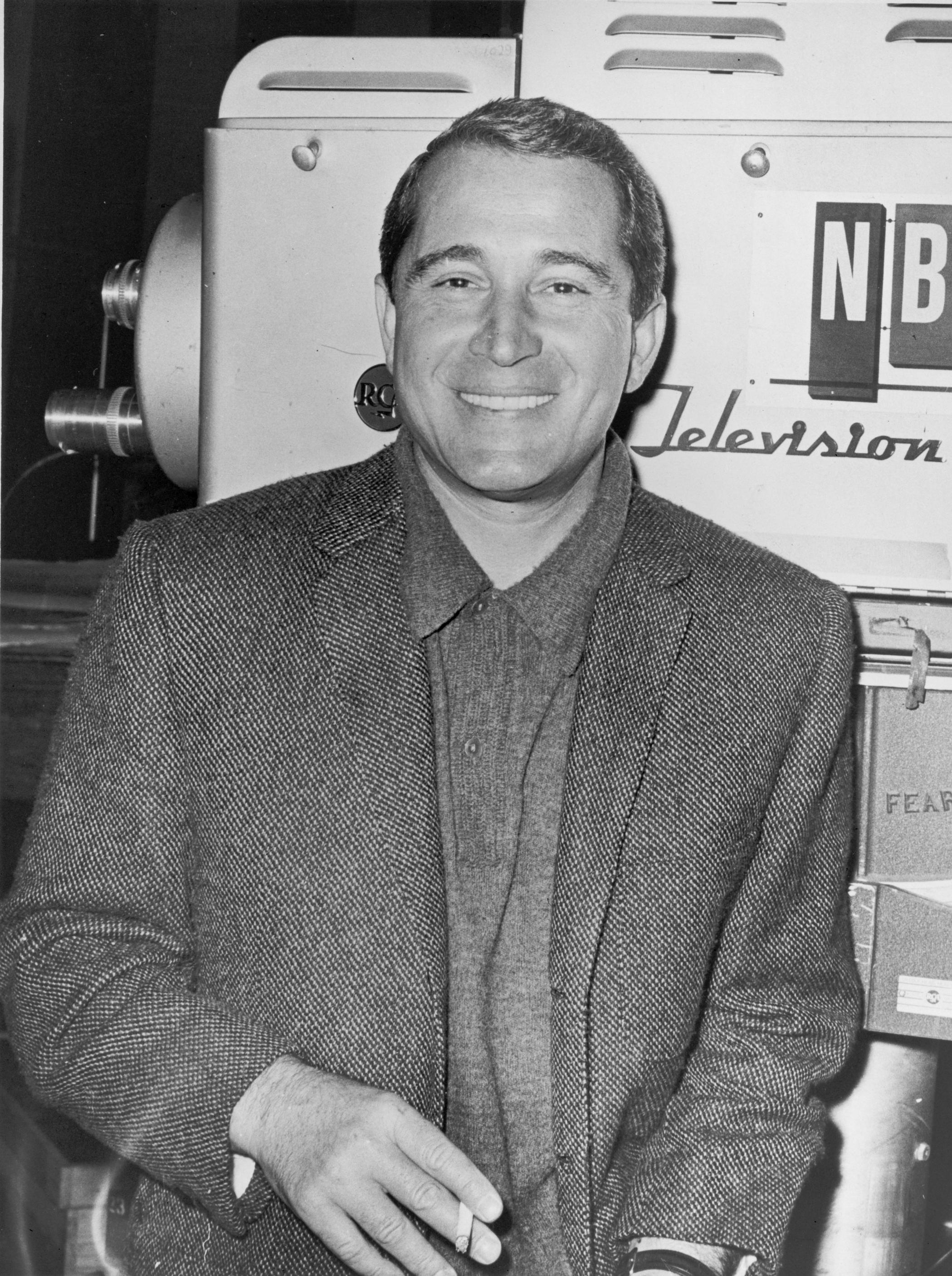
Perry Como (1961)

皮耶里诺·朗奴·“佩里”·科莫（Pierino Ronald "Perry" Como，1912年5月18日—2001年5月12日），人称“C先生”（Mr. C），美国歌手、电视明星。1987年获肯尼迪中心荣誉奖，2006年进入长岛音乐名人堂。
科莫出生于宾夕法尼亚州卡農斯堡的一个意大利天主教移民家庭，祖輩於1910年從意大利移居美. 科莫10岁开始在理发店帮工，高中毕业后开设了自己的理发店，并在21岁时和Roselle Belline结婚，这段婚姻一直持续到1998年Roselle去世为止。
1933年，科莫开始其歌唱生涯，三年以后参加Ted Weems的乐队，出版了第一张唱片。1942年，Weems乐队解散，此后科莫为CBS唱了几年歌，但始终没有突破，心灰意冷之下，他几乎决定返回故乡继续以理发师为生。但就在这时，NBC邀请其参与其广播节目，获得了成功。
1945年，科莫以一曲「Till the End of Time」成名，正式成为知名歌手。1958年夺得葛萊美最佳男歌手獎。